# ليون آيسنبرج
ليون آيسنبرج (بالإنجليزية: Leon Eisenberg)‏ هو طبيب نفسي للأطفال ‏ وطبيب نفسي أمريكي، ولد في 8 أغسطس 1922 في فيلادلفيا في الولايات المتحدة، وتوفي في 15 سبتمبر 2009 في كامبريدج في الولايات المتحدة بسبب سرطان البروستاتا.